# James Dillon
James Dillon (nacido el 29 de octubre de 1950) es un compositor escocés comúnmente conocido por pertenecer a la corriente denominada como Nueva Complejidad. Dillon estudió arte y diseño, lingüística, piano, acústica, ritmos hindúes, matemáticas y música electrónica, además de ser, de forma autodidacta, estudioso de la composición. 

## Biografía
Nacido en Glasgow, Escocia. Entre sus logros se incluyen los de ser el primer premio en el Festival de Música Contemporánea de Huddersfield en 1978, recibir el premio de Kranichstein dentro de los Cursos de verano de Darmstadt en 1982 y ser galardonado con cuatro premios de composición de la Royal Philharmonic Society. 
Dillon fue profesor en los Cursos de verano de Darmstadt entre 1982 y 1992, y ha sido profesor invitado y compositor para varias instituciones en diferentes lugares del mundo. También fue profesor en la Escuela de Música (Minneapolis) de la Universidad de Minnesota (2007-2014).

## Obras
Sus principales trabajos están constituidos por música coral y vocal, donde encontramos el ciclo L'évolution du vol (1993) y la ópera Philomela (2004), y música orquestal, con trabajos como Helle Nacht (1987), Ignis Noster (1992), Via Sacra (2000) y La navette (2001). A ello hay que añadir el concierto para violín (2000) y el concierto para piano Andrómeda (2006), escrito para su compañera Noriko Kawai.
Entre los años 1982 y 2000, Dillon compuso su ciclo de obras Nine Rivers, un trabajo de tres horas de duración realizado para voces, cuerdas, percusión, electrónica en vivo y sonidos generados por ordenador. Este ambicioso proyecto se presentó íntegramente por primera vez en Glasgow en noviembre de 2010.
Su gran aportación a la música de cámara, a menudo escrita teniendo en cuenta las habilidades concretas de los intérpretes, incluye obras solistas para clarinete, batería, violonchelo, flauta, flautín, guitarra, violín, viola y acordeón, aparte de sus nueve cuartetos de cuerda (1983, 1991, 1998, 2004, 2008, 2010, 2013, 2017 y 2018), su pentalogía The Book of Elements para piano y la obra The Soadie Waste para piano y cuarteto de cuerda (2002/2003).
Su música es publicada por Edition Peters desde 1982.